# Strombiformis hemphilli
Strombiformis hemphilli är en snäckart som först beskrevs av Dall 1884.  Strombiformis hemphilli ingår i släktet Strombiformis och familjen Eulimidae. Inga underarter finns listade i Catalogue of Life.